# Cola tsandensis
Cola tsandensis är en malvaväxtart som beskrevs av François Pellegrin. Cola tsandensis ingår i släktet Cola och familjen malvaväxter. Inga underarter finns listade i Catalogue of Life.